# Търняне
Вижте пояснителната страница за други значения на Търняне.
Търня̀не е село в Северозападна България. То се намира в община Видин, област Видин.

## История
По време на колективизацията в селото е създадено Трудово кооперативно земеделско стопанство „Сталин“ по името на съветския диктатор Йосиф Сталин.

## Население
Преброяване на населението през 2011 г.
Численост и дял на етническите групи според преброяването на населението през 2011 г.:
|                     | Численост | Дял (в %) |
| Общо                | 185       | 100,00    |
| Българи             | 168       | 90,81     |
| Турци               | 0         | 0,00      |
| Цигани              | 13        | 7,02      |
| Други               | 0         | 0,00      |
| Не се самоопределят | 0         | 0,00      |
| Неотговорили        | 0         | 0,00      |

## Редовни събития
Редовен събор на 24 май.